# Ключ 111
| 矢                     | 矢          | 矢          |
| ---------------------- | ----------- | ----------- |
| 110                    | 111         | 112         |
| Піньінь:               | shǐ         | shǐ         |
| Чжуїнь:                | ㄕˇ         | ㄕˇ         |
| Вейд-Джайлз:           | shih3       | shih3       |
| Ютпхін:                | ci2         | ci2         |
| Он:                    | シ shi      | シ shi      |
| Кун:                   | や ya       | や ya       |
| Кандзі:                | 矢偏 yahen  | 矢偏 yahen  |
| Хун:                   | 화살 hwasal | 화살 hwasal |
| Им:                    | 시 si       | 시 si       |
| Індекс у Вікісловнику: | 矢          | 矢          |

Ключ 111 — ієрогліфічний ключ, що означає стріла і є одним із 23 (загалом існує 214) ключів Кансі, що складаються з п'яти рисок.
У Словнику Кансі 64 символи із 40 030 використовують цей ключ.

## Символи, що використовують ключ 111

Як писати ієрогліф.

| без додаткових | 矢       |
| 2 додаткові    | 矣       |
| 3 додаткові    | 矤 知    |
| 4 додаткові    | 矦 矧 矨 |
| 5 додаткових   | 矩       |
| 6 додаткових   | 矪 矫    |
| 7 додаткових   | 矬 短    |
| 8 додаткових   | 矮       |
| 12 додаткових  | 矯 矰    |
| 14 додаткових  | 矱       |
| 15 додаткових  | 矲       |